# Fernando Urdaneta Laverde
Fernando Urdaneta Laverde (Ubaté, 1895-Bogotá, 25 de enero de 1993) fue un abogado, escritor, diplomático, funcionario y político colombiano del Partido Conservador Colombiano, siendo miembro de la facción alzatista.
Se desempeñó como Gobernador de Cundinamarca, diputado, senador durante el Frente Nacional, y embajador de Colombia ante las Naciones Unidas y Rumania.